# チャールズ・L・バウトン
チャールズ・レオナード・バウトン（英: Charles Leonard Bouton, 1869年4月25日 - 1922年2月20日）は、アメリカ合衆国の数学者。

## 経歴
ミズーリ州セントルイスでエンジニアの父の元に生まれた。公立学校で学んだ後、ワシントン大学で修士（理学）の学位を取得し、1898年にライプツィヒ大学で博士号を取得した。 バウトンの博士課程の指導教員はソフス・リーだった。

## 教育
スミスアカデミー、ワシントン大学、ハーバード大学で教鞭を執った。 1900年から1902年まで、アメリカ数学会報の編集者だった。

## 出版
1902年にゲーム「ニム」の必勝法を発表した。 この結果は今日の組合せゲーム理論の誕生と考えられている。